# Ida van Bernicia
Ida van Bernicia (overleden rond 559) is de eerst bekende koning van Bernicia. Vanaf ongeveer 547 tot zijn dood in 559 was hij koning. Over zijn afkomst, leven en bewind is weinig bekend.
Ida wordt beschouwd als de stichter van een dynastie waaruit latere Angelsaksische koningen in dit gedeelte van Noordoost-Engeland en Zuidoost-Schotland beweerden uit afkomstig te zijn. Zijn nakomelingen vochten met succes tegen de Britten en stichtten uiteindelijk het sterke koninkrijk Northumbria.
- Gemeinsame Normdatei: 119009277
- Virtual International Authority File: 13108173